# Xiamen Airlines-vlucht 8301
Op 2 oktober 1990 werd een Boeing 737-200 van Xiamen Airlines met vluchtnummer 8301 op weg van Xiamen naar Guangzhou gekaapt met 93 passagiers en 9 bemanningsleden aan boord. Tijdens de binnenlandse vlucht stormde een 21-jarige jongeman van zijn zitplaats op de 16e rij plots naar voren de cockpit in, waarbij aan de bemanning werd verteld dat hij 7 kg aan explosieven om zijn middel had. Hij eiste dat het toestel koers zou zetten naar Taiwan. Alle bemanningsleden, behalve de gezagvoerder, moesten de cockpit verlaten. Het vliegtuig had net genoeg kerosine om Hongkong te bereiken, maar de kaper dreigde het toestel op te blazen als zijn bevelen niet werden opgevolgd. Vanwege het brandstoftekort moest het toestel een noodlanding maken op het vliegveld van Guangzhou.
In de laatste fase van de landing vond in de cockpit een worsteling plaats tussen de gezagvoerder en de kaper. De noodlanding was hectisch, een harde landing volgde en het vliegtuig zwenkte naar rechts. Er vond hierna een noodlottige botsing plaats met een toestel dat gereedstond voor vertrek, een Boeing 757-200 van China Southern Airlines met vluchtnummer 2812. Dit nadat eerst nog een ander toestel op de grond, te weten een Boeing 707 van China Southwest Airlines met één persoon aan boord, werd geschampt. De gekaapte Boeing 737 raakte de linkervleugel en het midden van de romp van de gereedstaande Boeing 757 vol en er ontstond een hevige brand.
In totaal kwamen er 128 personen om het leven (van wie 8 in het ziekenhuis). 82 van hen bevonden zich aan boord van het gekaapte toestel en 46 aan boord van het toestel van China Southern Airlines. Ook de kaper, die door de politie gezocht werd vanwege diefstal van 17.000 yuan, verloor het leven.